# Bem-te-vi
O bem-te-vi (português brasileiro) ou bem-te-vi-de-coroa (português europeu) (nome científico: Pitangus sulphuratus) é uma espécie de ave passeriforme da família dos tiranídeos. Sua área de ocorrência se estende por diversos países da América; do sul do Texas até a Argentina. É um pássaro adaptado ao ambiente urbano, sendo encontrado em praças, parques e áreas de vegetação alteradas pelo homem. Com cerca de 23 centímetros, o bem-te-vi tem uma coloração parda no dorso; amarela viva na barriga; uma listra branca no alto da cabeça e o bico é preto e achatado. Sua vocalização é bastante popular e dela deriva vários nomes comuns.
Os únicos representantes do género Pitangus eram o bem-te-vi e a espécie Pitangus lictor, porém atualmente só uma espécie enquadra-se neste género, o próprio bem-te-vi. A espécie Pitangus lictor agora é sinonima da atual Philohydor lictor, o bem-te-vizinho.

## Etimologia
Os nomes comuns "bem-te-vi"e "triste-vida" são onomatopeias do canto da ave.
O nome «bem-te-vi-de-coroa»   foi escolhido pelo CBRO em 2015 e co-optado pelo Boletim da Língua Portuguesa nas Instituições Europeias para o português de Portugal, sendo que o aposto «de-coroa» foi acrescentado ao nome comum generalista «bem-te-vi», por molde a evitar confusões com outras espécies de bem-te-vis.
A espécie é, ainda, conhecida pelos indígenas como pituã, pitaguá ou puintaguá. Outras apelações existentes são triste-vida, bentevi (esta grafia não é reconhecida pelo Vocabulário Ortográfico da Língua Portuguesa), bem-te-vi-verdadeiro, tiuí, teuí e tic-tiui. O nome comum "pituã" é oriundo do tupi pita'wã.
Na Argentina, é conhecido como bichofeo, vinteveo e benteveo; na Bolívia, como frío; e, na Guiana Francesa, como quiquivi ou qu'est-ce qu'il dit.
Quanto ao nome científico, Pitangus sulphuratus, o nome genérico provém do étimo pitangûagûasu ("pitauá grande"), nome da ave em língua tupi; ao passo que o epíteto específico provém do latim sulphuratus ("semelhante a enxofre"), pela cor amarela como enxofre do ventre da ave.

## Morfologia

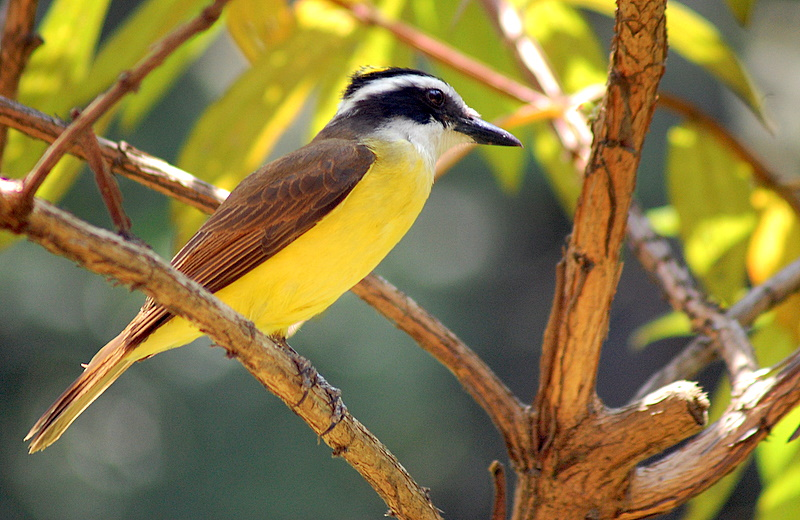
Bem-te-vi no Jardim Botânico de São Paulo

Constitui em uma ave de médio porte, medindo entre de 22 e 25 cm de comprimento para aproximadamente 60 gramas. Tem uma coloração parda no dorso; amarela viva na barriga; uma listra (sobrancelha) branca no alto da cabeça, acima dos olhos; cauda preta. O bico é preto, achatado, longo, resistente e um pouco encurvado. A garganta (zona logo abaixo do bico) é de cor branca. Não há dimorfismo sexual entre a espécie.

## Ocorrência
É uma ave típica da América Latina, com uma distribuição geográfica que se estende predominantemente do sul do México à Argentina, uma área estimada em 16 000 000 quilômetros quadrados. Entretanto, pode também ser encontrada no sul do Texas e na ilha de Trinidad. Foi introduzida nas Bermudas em 1957, importada de Trinidad, e na década de 1970 em Tobago. Nas Bermudas, são a terceira espécie de ave mais comum, podendo atingir densidades populacionais de 8 a 10 pares por hectare.
É um habitante bem conhecido em todas as regiões brasileiras, podendo ser encontrado em cidades, matas e ambientes aquáticos como lagoas e rios. Pode-se vê-lo facilmente cantando em fios de telefone, em telhados ou banhando-se nos tanques ou chafarizes das praças públicas. Como podemos ver, possui grande capacidade de adaptação.
É uma das aves mais populares no Brasil. Anda geralmente sozinho, mas pode ser visto em grupos de três ou quatro que se reúnem habitualmente em antenas de televisão.
| Belize          | Bermudas          | Brasil    | Costa Rica | El Salvador |
| Guiana Francesa | Guiana            | Nicarágua | Paraguai   | Suriname    |
|                 | Trinidad e Tobago | Uruguai   | Venezuela  |             |

| Argentina | Bolívia | Colômbia | Equador        | Honduras |
| Guatemala | México  | Panamá   | Estados Unidos | Peru     |

## Canto
O seu canto trissilábico característico enuncia as sílabas BEM-te-VI, que dão o nome à espécie. Portanto, seu nome popular possui origem onomatopeica. Seu canto pode ser também bissilábico, emitindo um BI-HÍA ou ainda monossilábico, quando escutamos um TCHÍA.
Os cantos têm sonoridades diferentes consoante o local. É uma das razões de serem utilizados vários nomes comuns para esta espécie.

## Reprodução

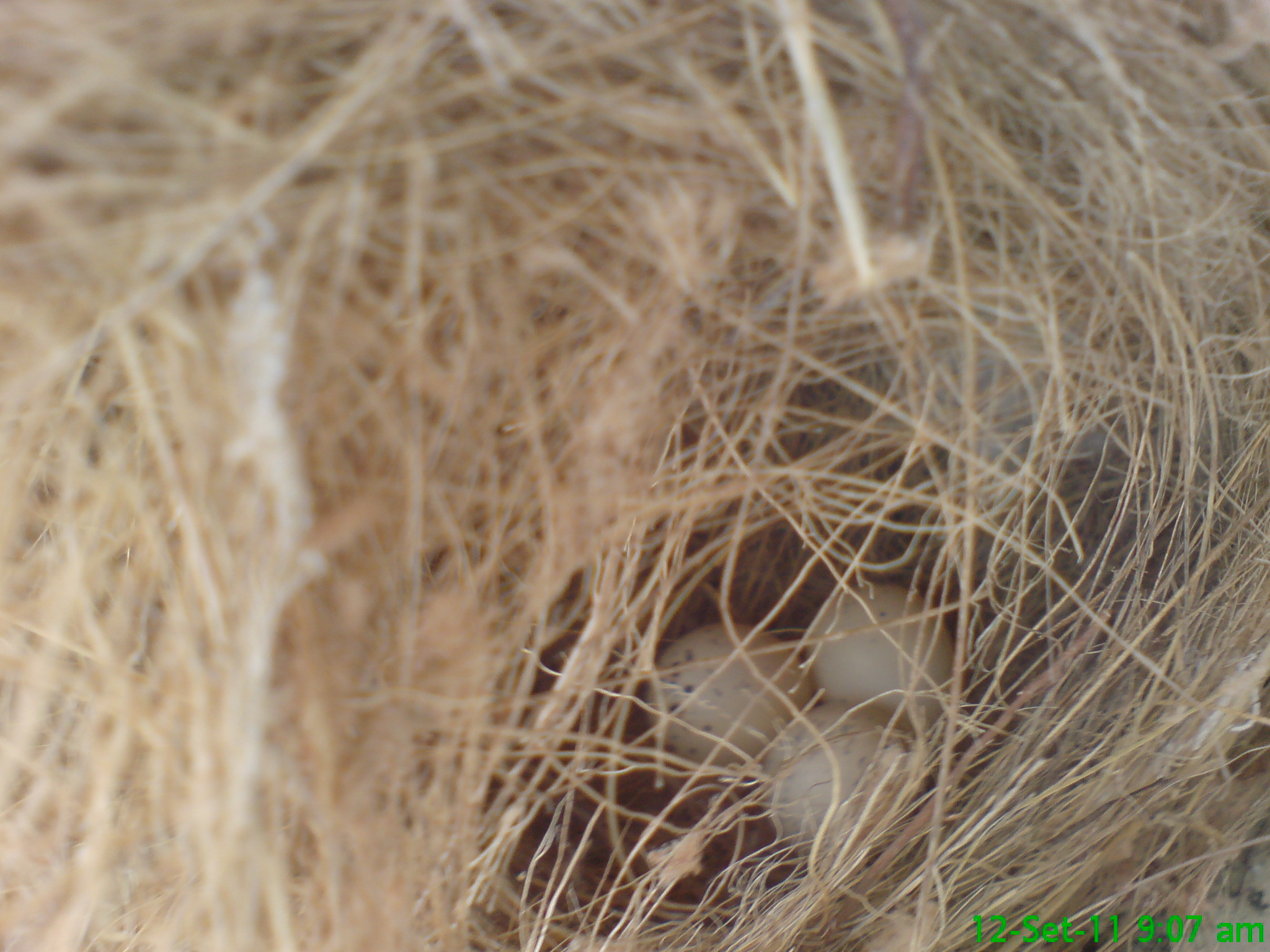
Ovos de Bem-te-vi

Constrói o ninho com pequenas ramas de vegetais em galhos de árvores geralmente bem cerradas. Pode, inclusive, utilizar, para construir o seu ninho, sobretudo em zonas urbanas, material de origem humana: papel, plástico e fios. Seu ninho tem uma forma fechada e esférica, com a entrada na parte lateral (diferentemente dos ninhos em forma de xícara, a entrada é pelo lado), medindo cerca de 25 centímetros de diâmetro. Geralmente, é construído no topo de árvores altas, na forquilha de um galho, mas é muito comum também vê-lo nas cavidades dos geradores de postes, podendo ficar entre 3 e 12 metros do solo.
Além de construir o ninho o casal divide as tarefas de cuidar da prole. Na época do acasalamento, próximo ao ninho, macho e fêmea cantam em dueto, batendo as asas ritmicamente.

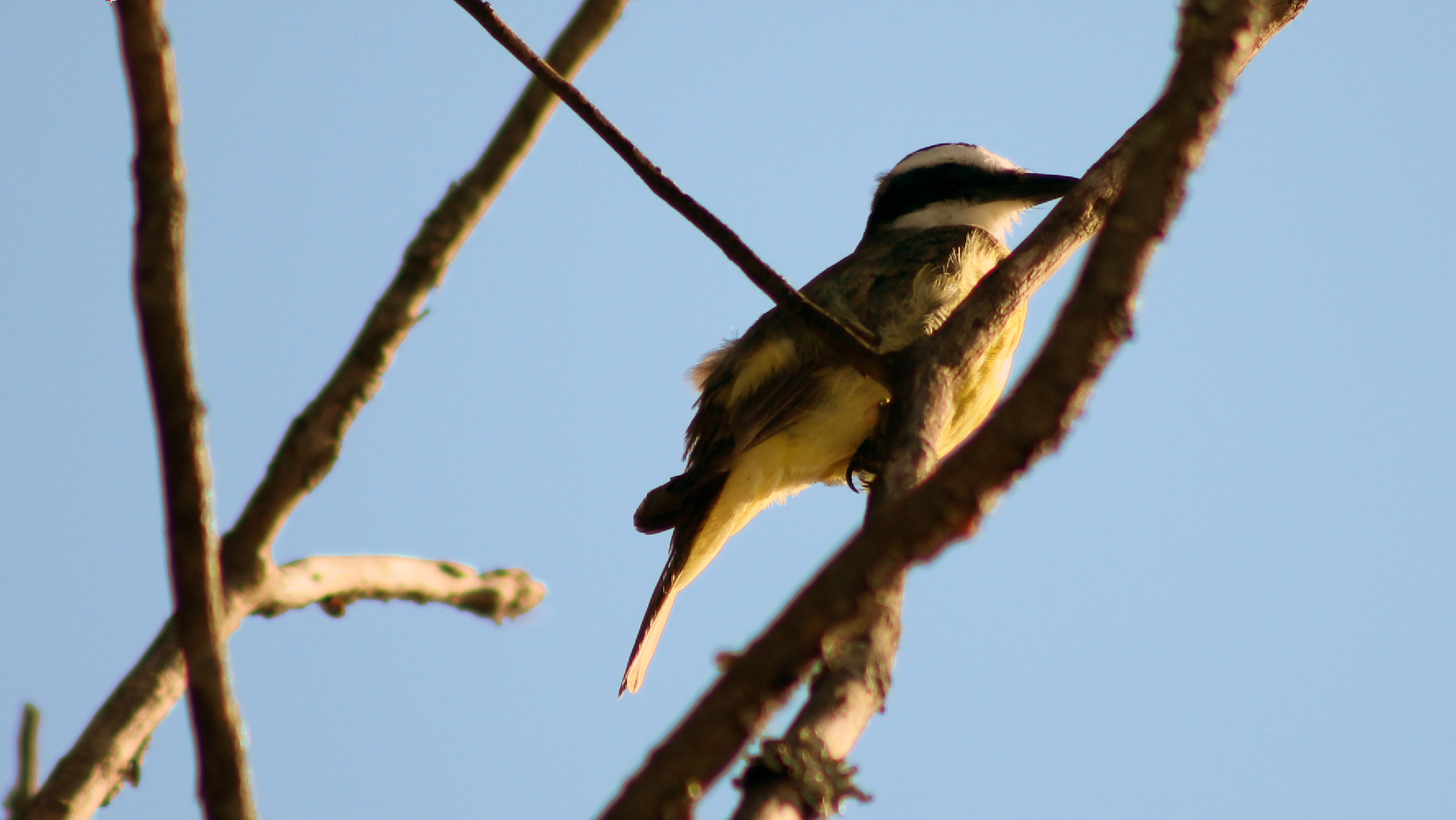
Bem-te-vi em árvore seca no Estado do Paraná.

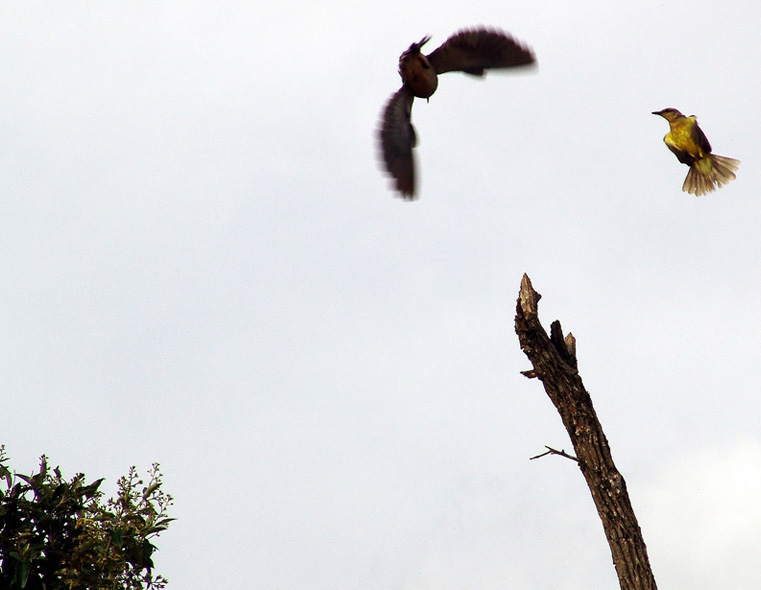
Bem-te-vi enfrentando um gavião em Avaré, no Brasil

Põe cerca de três a quatro ovos cônicos e brancos com pintinhas pretas (lembrando ovos de codorna). Eles são brancos logo após a postura, mas após um tempo passam a ficar amarelados. Os ovos medem 31 x 21 milímetros e são incubados pelo casal. São cônicos com pintinhas pretas como os ovos de codorna, após a eclosão seu desenvolvimento é altricial (nasce quase sem penas com olhos fechados, não voa nem anda): 
Época de reprodução: setembro a dezembro.

Número de ovos: 2 a 4 ovos.

Incubação:17 dias.
São aves monogâmicas e quando da nidificação o território circundante ao ninho é defendido vigorosamente, podendo vir a ser agressivo com outros pássaros e até mesmo outros animais ao se sentir ameaçado. Por esta razão que faz parte da família dos tiranídeos (de tirano). É comum vê-los dando rasantes em aves de rapina (principalmente gaviões) que entram no seu território.

## Alimentação
Possui uma variada alimentação. É insetívoro, podendo devorar centenas de insetos diariamente. Mas também come frutas (mamões, maçãs, laranjas, pitangas e muitas outras), flores de jardins, minhocas, pequenas  cobras, lagartos, crustáceos, além de peixes e girinos de rios e lagos de pouca profundidade. Costuma comer parasitas (carrapatos) de bovinos e equinos. Atrapalha a apicultura por ser predador de abelhas. Apesar de ser mais comum vê-lo capturar insetos pousados em ramos, também é comum atacá-los durante o voo.

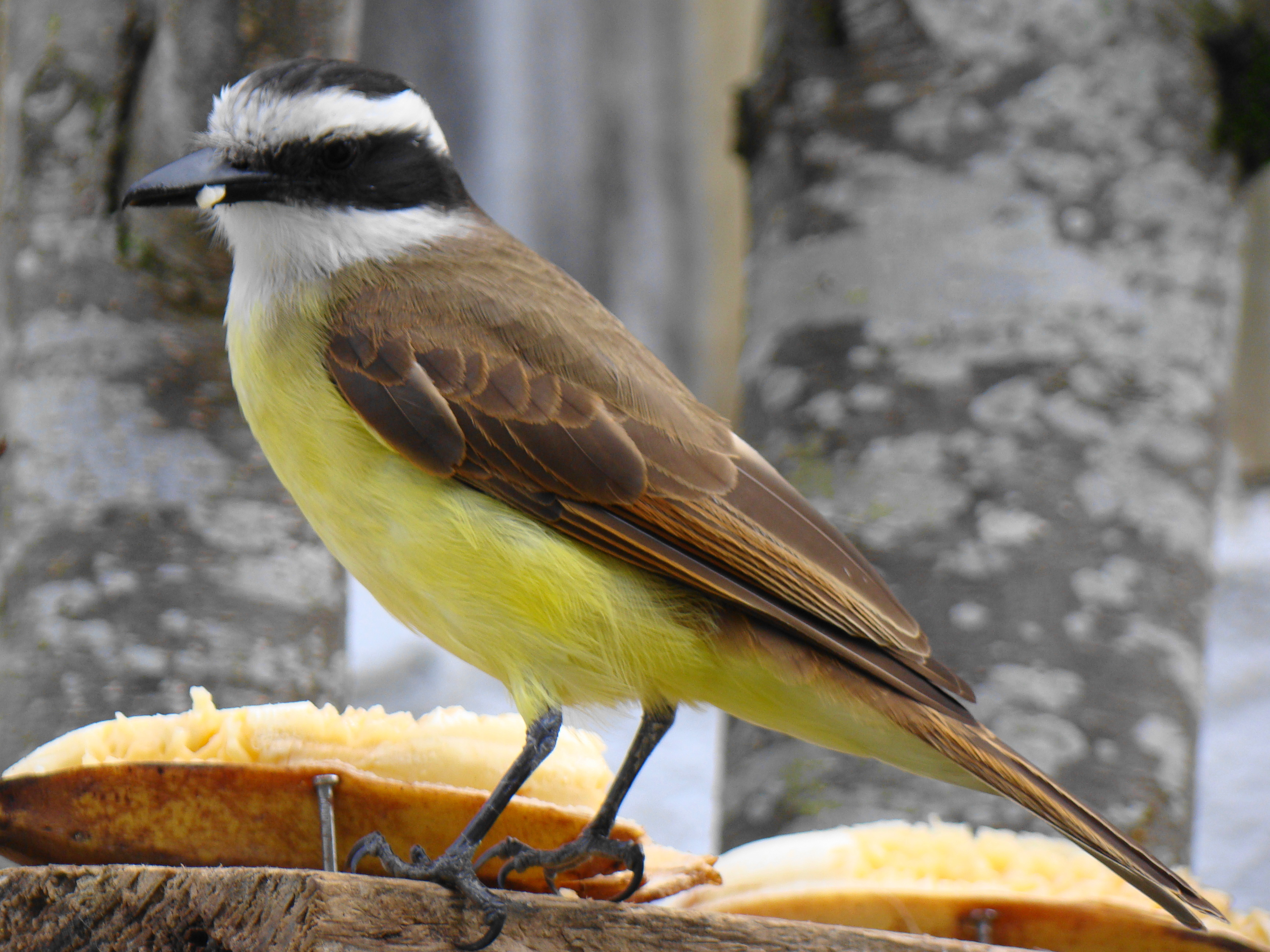
Um bem-te-vi se alimentando de uma banana

Em suma: é uma ave que está sempre descobrindo novas formas de alimento. Devido ao seu regime alimentar generalista, por vezes poderá ajudar a controlar pragas de insectos, como por exemplo, sabe-se que esta ave se alimenta de répteis do género Anolis. Estes répteis, por sua vez, alimentam-se de escaravelhos predadores de insectos. A ave, ao fazer diminuir o número de répteis, fará com que sobrevivam mais escaravelhos, que aumentando o seu número, poderão controlar (diminuir) o número das suas presas (neste caso, insectos, que poderão em certas circunstâncias serem consideradas pragas, prejudicando as actividades humanas).
Como é uma ave de hábitos que se adaptam muito rapidamente, pode, também, se alimentar da ração de cachorros, gatos e outros animais de estimação. Se alimenta de ovos de jacaré.

## Ecologia
Tem um importante papel na dispersão de sementes. Em áreas de cerrado do estado de São Paulo, é uma das aves mais importantes na dispersão de sementes da espécie Ocotea pulchella Mart.
Em certas regiões, poderá ser migratória.
Segundo a "Lista Vermelha de Espécies Ameaçadas" da União Internacional para a Conservação da Natureza e dos Recursos Naturais, esta ave tem um estado de conservação de "seguro" ou "pouco preocupante" (least concern). A população mundial está estimada entre 5 000 000 e 50 000 000 indivíduos (Rich et al. 2003).

## Subespécies

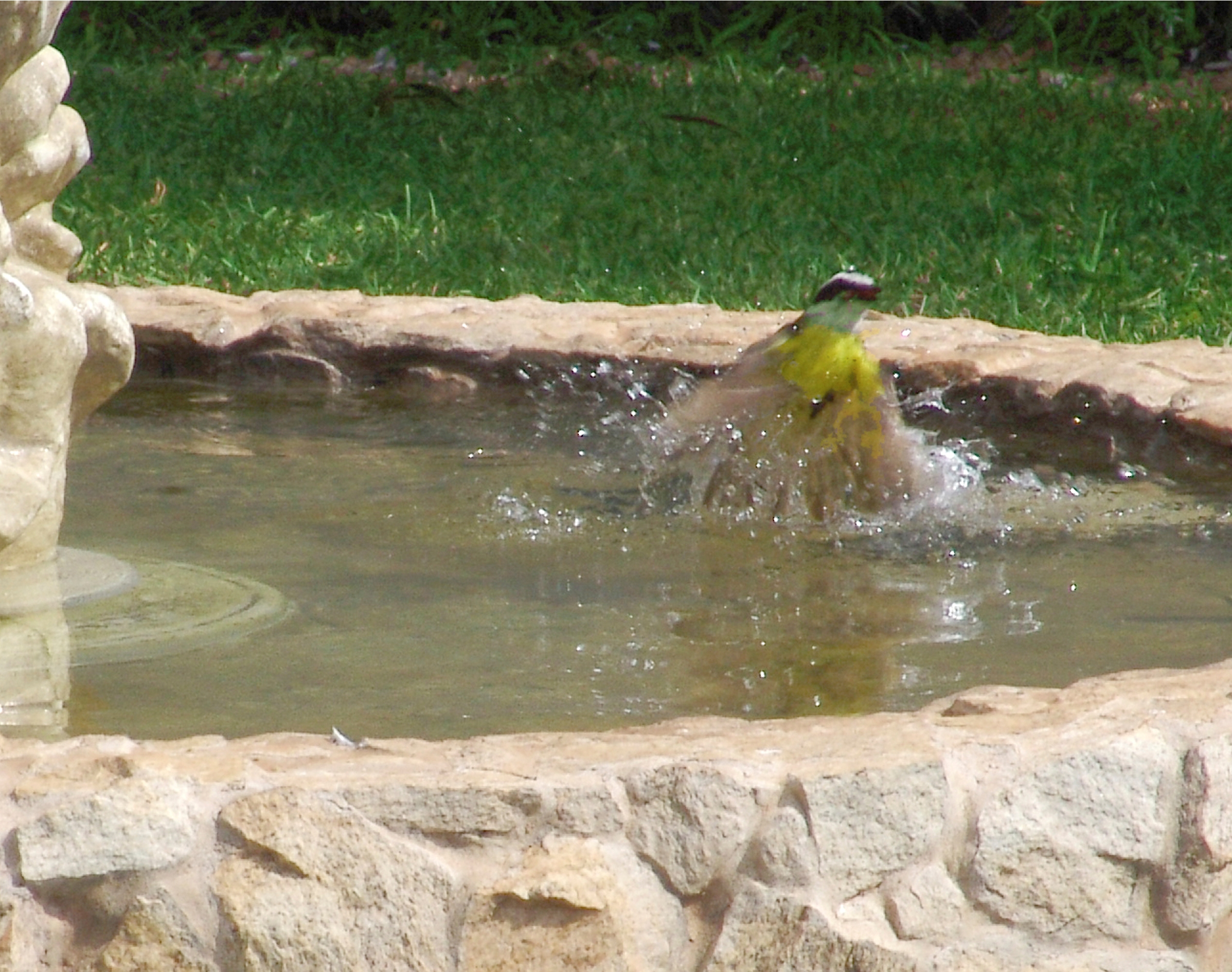
Um bem-te-vi se banhando numa fonte em Avaré

Segundo a Avibase - The World Bird Database as subespécies são:
- Pitangus sulphuratus argentinus
- Pitangus sulphuratus bolivianus
- Pitangus sulphuratus caucensis
- Pitangus sulphuratus derbianus
- Pitangus sulphuratus guatimalensis
- Pitangus sulphuratus maximiliani
- Pitangus sulphuratus rufipennis
- Pitangus sulphuratus sulphuratus
- Pitangus sulphuratus texanus
- Pitangus sulphuratus trinitatis

## Denominações noutras línguas
- Alemão: Schwefeltyrann ou Schwefelmaskentyrann
- Checo: tyran bentevi
- Dinamarquês: Kiskadie
- Espanhol: Bienteveo Común / Cristofué
- Finlandês: naamioväijy
- Francês: Tyran quiquivi
- Inglês: Great Kiskadee
- Italiano: Pitango solforato
- Japonês: キバラオオタイランチョウ (kibaraootairanchou)
- Neerlandês: Grote Kiskadie (Holanda, Bélgica) ou Grietjebie (Suriname)
- Polaco: bentewi wielki
- Português: Bem-te-vi
- Russo: Большой кискад
- Sueco: Större kiskadi